# Wiedau (Adelsgeschlecht)

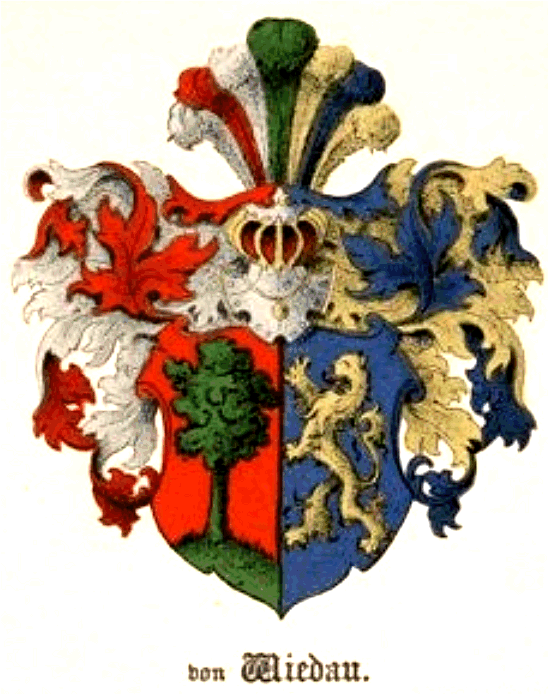
Wappen derer von Wiedau

Wiedau ist der Name eines livländischen, heute erloschenen Adelsgeschlechts.

## Geschichte
Die Wiedau waren ein Rigaer Ratsgeschlecht, mit möglicher Herkunft aus Lübeck, dessen Stammreihe mit Berendt Wiedau († 1646), einem Bürger und Kaufmann in Riga beginnt. Sein Urenkel Melchior Wiedau (* 1679; † 1740), Bürgermeister von Riga wurde am 5. Mai 1738 in Luxemburg in den Rittermäßigen Reichsadelsstand gehoben. Dessen Enkel Wilhelm Melchior von Wiedau († nach 1828), Herr auf Oselshof, Heinrichshof, Lambsdorfshof und Wittkop, wurde im Jahre 1790 in das Adelsgeschlechtsbuch des Gouvernements Livland eingetragen und immatrikuliert bei der Livländischen Ritterschaft (Nr. 286) am 12. Januar 1797. Im Jahr 1915 ist das Geschlecht im Mannesstamm erloschen.

## Wappen
Das Stammwappen zeigt einen gespaltenen Schild, vorn in Rot ein aus einem grünen Hügel wachsender grüner Weidenbaum (Anspielung auf den Geschlechtsnamen), hinten in Blau ein goldener Löwe. Auf dem (gekrönten) Helm mit rot-silbernen und blau-goldenen Decken sieben Straußenfedern (silbern, rot, silbern, grün, golden, blau, golden).

## Filiation
- Berendt Wiedau († 1646), einem Bürger und Kaufmann in Riga
  - Albert Wiedau ⚭ 1650 Elisabeth Kempe
    - Nicolaus Wiedau (* 1653; † 1700), Ältermann und Ratsherr in Riga
      - Melchior (von) Wiedau (* 1679; † 1740), Bürgermeister und Burggraf in Riga, nobilitiert
        - Melchior von Wiedau (* 1716; † 1787), Obervogt und Bürgermeister in Riga, Herr auf Wittkop, Lisden und Oselshof, ⚭ Anna Helene Grote
          - Catharina Johanna Wilhelmina von Wiedau (* 1756; † 1832), Erbin von Lisden, ⚭ 1777 Baron Wilhelm Friedrich von Ungern-Sternberg
          - Melchior Wilhelm von Wiedau (* vor 1773; † nach 1828), kaiserlich russischer Leutnant, Kollegienassessor, Herr auf Oselshof, Wittkop und Lambsdorfshof
            - Heinrich Wilhelm Melchior von Wiedau (* vor 1806; † nach 1845), kaiserlich russischer Stabskapitän und Kollegienrat, Herr auf Oselshof, Heinrichshof, Lambsdorfshof und Wittkop